# Kamikaze Kaitou Jeanne
Kamikaze Kaitou Jeanne (神風怪盗ジャンヌ, Kamikaze Kaitō Jannu, também conhecida como Jeanne A Ladra Fantasma ou Jeanne A Ladra do Vento Divino) é uma série de mangá shōjo escrita e ilustrada por Arina Tanemura. A história é sobre as aventuras de uma garota do ensino médio chamada Maron Kusakabe, que é a reencarnação de Joana d'Arc e se transforma em uma Ladra Fantasma Mágica para recolher os pedaços do poder de Deus, que também são possuídos por demónios escondidos em belas obras de arte.
O mangá foi publicado pela editora Shueisha na revista mensal Ribon entre fevereiro de 1998 até julho de 2000. Os capítulos individuais foram reunidos e publicados em sete volumes tankōbon. A série foi adaptada em anime pela Toei Animation com 44 episódios, que estreou na TV Asahi entre 13 de fevereiro de 1999 até 29 de janeiro de 2000. A série foi reimpressa pela Shueisha em 2007, com todos os capítulos encaixados em apenas 6 volumes, em vez do original com 7 volumes; todos os volumes tiveram novas capas. Nos países lusófonos a série não foi exibida, nem o mangá publicado em português por motivos desconhecidos.

## Enredo
A ginasta de 16 anos do ensino médio, chamada Maron Kusakabe é visitada pelo anjo Finn Fish, que lhe dá uma tarefa. O poder de Deus está espalhado em toda a Terra, e se ela não recolher o suficiente, na virada do milênio, Ele irá morrer. Para impedir Deus, o Demônio envia agentes para recolher o seu poder, que é a beleza nos corações humanos puros de bondade, e quando derrotados são selados na forma de peças de xadrez. Com a ajuda de Finn, Maron se transforma na reencarnação de Joana D'Arc a fim de caçar demônios escondidos dentro das obras de arte. Quando Maron derrota um Demônio, a obra de arte desaparece, e para o mundo exterior é como se ela roubasse, e ela se torna conhecida como a Kaitō ("Ladra Fantasma"). A melhor amiga de Maron é Miyako, a filha de um detetive de polícia que se encarrega no caso de Jeanne.
Como a série progride, Maron e Miyako se apaixonam pelo novo colega de classe chamado Chiaki, que quer parar Maron de coletar as peças de xadrez, pois sabia que Fin Fish é uma Da-Tenshi (Anjo Caído), mas aparentemente em forma de um anjo normal. Chiaki em primeiro lugar "finge que se apaixona" para se aproximar de Maron, sabendo que Maron é a Jeanne. Mais tarde depois do esforço, ele se apaixona de verdade depois de perceber que Maron vale realmente a pena, mesmo que ela tenha "ódio" dele. Maron, por outro lado, é confusa e não sabe o que o "amor" significa, porque os pais dela a abandonaram quando ela tinha apenas dez anos, porque eles estavam tendo problemas em cria-lá juntos, e então ninguém lhe ensinou. Como resultado, ela não sabe como reagir aos avanços de Chiaki.
O mangá relata em fundo o detalhe da Finn Fish, expondo as relações de Fin com outros anjos e os eventos que levaram a ela tornar-se sócia de Maro. Estes bastidores dos anjos não é mostrado no anime. A série Kamikaze Kaitou Jeanne é frequentemente atraída em comparações com Sailor Moon para o tema Garota Mágica junto com a semelhança na aparência entre Kaitou Jeanne e Sailor Moon.

## Personagens Principiais
Maron Kusakabe (日下部 まろん, Kusakabe Maron)
Aniversário: 30 de maio
Signo do horóscopo: Gêmeos
A protagonista da série, Maron de 16 anos de idade (17 anos de idade a partir do capítulo 19) do ensino médio e ginasta rítmica, que também pode se transformar em na sobrenatural "Kaitou Jeanne" (怪盗 ジャンヌ, Kaitō Jannu). Maron vive em um apartamento sozinha— sendo deixada pelos seus pais, onde foram trabalhar no exterior, mas foram realmente possuídos por demônios. Ela é muito querida na escola, especialmente no capítulo 11, quando muitas caras da sua escola se oferecem para acompanhá-la em casa no Dia dos Namorados, e pedem para namorar com ela e lhe dão chocolate. Ela também é muito teimosa e cabeça-dura. Mesmo assim, Maron é uma jovem solitária que esconde seus sentimentos por trás de um sorriso caloroso. Mesmo que ela tenha o número de telefone de seus pais e endereço, ela está com medo que ela seja mais uma vez "deixada de lado" pelo seus parentes, e, portanto, se recusa a contatá-los. A única vez que ela é contatada por seus pais é pela sua mãe, a fim de dizer-lhe que eles estão se divorciando. Maron é muito próxima com a sua melhor amiga Miyako, embora ela ainda se mantém a uma distância dela. No início, ela vê Chiaki como meramente um playboy, e se recusa a confiar nele como ele sempre parecia estar dando em cima dela. No entanto, após o incidente, quando Maron foi avisada do divórcio de seus pais, Chiaki encontra Maron sozinha em lágrimas, e ele a incentiva a acreditar em si mesma. Este foi um momento decisivo para Maron: a bondade de Chiaki ajudou sua confiança, e também provocou sentimentos românticos em relação a Chiaki. Ao longo da série, ela tenta confessar-lhe, mas algo sempre acontece. Finalmente, no segundo último capítulo, ela confessa-lhe que o ama e eles ainda dormem juntos. Sete anos depois, Maron faz 24 anos de idade, se casa com Chiaki, e tem uma filha chamada Natsuki que é a reencarnação de Finn.
Antes do início da série, Maron tinha encontrado um pequeno anjo fêmea chamada Finn Fish, que lhe deu uma missão de Deus para selar os demônios. Esses demônios tentam roubar a beleza nos corações humanos, a fim de aumentar os poderes do Diabo. Maron ganha um rosário místico com um grande crucifixo, por que ela poderia se transformar em Kaitou Jeanne, a Reencarnação de Joana d'Arc, que, em seguida, captura os demônios. Jeanne tem algumas características físicas diferentes de Maron, e também possui alguns poderes sobrenaturais.
Dublada pela Hōko Kuwashima.
Chiaki Nagoya (名古屋 稚空, Nagoya Chiaki)
Chiaki é um estudante masculino na escola de Maron, que pode transformar-se em "Kaitou Sinbad" (怪盗 シンドバッド, Kaitō Shindobaddo), o rival de Jeanne, que também recolhe os poderes dos demônios.  Maron não percebe que Sinbad é realmente o Chiaki, mas ele já sabe da sua identidade dupla. No início da série, Chiaki se muda para o edifício de Maron e Miyako e se transfere para classe delas, a fim de chegar perto de Maron, para impedi-la de recolher os demônios. Na primeira vez, Chiaki é retratado como um playboy, que despreza Maron. No entanto, com o passar do tempo, ele se apaixona por ela, e ele é capaz de ganhar a confiança de Maron, e, eventualmente, o amor, por ajudá-la a sair de situações difíceis, e ajudá-la a recuperar a sua coragem - tanto como Chiaki e como Sinbad. Depois que Chiaki pega Maron olhando tristemente para sua caixa de correio vazia, ele começa baixando o jeito "inútil", e o Chiaki em muitas maneiras tenta animá-la. Como Maron, Chiaki vive sozinho, depois de ter fugido porque estava cansado do seu pai continuando a se casar com mulheres novas depois da morte de sua mãe. Mais tarde, ele se reconcilia com o pai, depois de apresentá-lo à Maron.
Chiaki, também, é acompanhado por um pequeno anjo masculino, Access Time, que lhe deu o poder de se tornar Kaitou Sinbad. Revela-se que eventualmente que Chiaki foi tentar parar Maron, porque ele sabia que Finn era uma agente do Diabo, invés de Deus, e estava usando Maron para ajudá-la. Ele queria seduzi-la, a fim de fazê-la parar, mas ele começou a ficar corado cada vez que Maron sorria para ele, o que ele tentou mentir para si mesmo, dizendo a si mesmo que é apenas "falsa afeição" (no mangá), ou que ele estava sendo mal-humorado (no anime). Após Maron descobrir que ele é Kaitou Sinbad, e que ele estava apenas tentando seduzi-la para fazê-la parar de ser uma Kaitou, ele percebe a sua afeição por ela, e luta para reconquistar a sua confiança. No penúltimo capítulo, ele fica muito feliz quando ela confessa seu amor por ele e confessa a ela, e eles dormem juntos. Sete anos depois, Chiaki completa 24 anos, se forma e se torna um médico, se casa com Maron, e tem uma filha chamada Natsuki que é a reencarnação de Finn.
Dublado pelo Susumu Chiba.
Miyako Todaiji (東大寺 都, Tōdaiji Miyako)
Miyako é colega de Maron e sua melhor amiga desde a infância, que mora do outro lado da sala do apartamento de Maron. O pai de Miyako é um detetive da polícia, desejando seguir os seus passos, Miyako frequentemente ajuda a tentar apanhar a Jeanne. Teimosa e com um temperamento feroz, Miyako observa durante a série que, mesmo junta com Maron, às vezes ela fica distante e isso a incomoda. Miyako extremamente apaixonada pelo Chiaki, e tem ciúmes de Maron, mas depois aceita relacionamento crescente de Maron e Chiaki. Quando Yamato confessa a ela, Miyako acha que ele só está brincando, como Yamato era muito apaixonado por Maron. Ele finalmente convence-la de sua sinceridade e no final da série de Miyako e Yamato se casam e tem um filho chamado Shinji que a é reencarnação de Access. Eventualmente, Miyako revela que ela sabia que Maron era Jeanne o tempo todo, e que ela apenas tentou pegar a Jeanne para que ela pudesse libertá-la se ela fosse pega. Na adaptação do anime, Miyako não sabe que Maron é a Jeanne e fica profundamente magoada quando Maron é forçada a se transformar na frente dela. A dor permite que a Finn use Miyako para atacar Maron, mas Maron eventualmente é capaz de acordá-la.
Dublada pela Naoko Matsui.
Finn Fish (フィン·フィッシュ, Fin Fisshu)
Finn Fish é a pequena semi-anjo do sexo feminino que ajuda a detectar Maron demônios, e lhe deu o poder de se transformar em Kaitou Jeanne. Como a série progride, é revelado que Finn é um anjo caído que foi banida do céu e é condenada à morte depois de matar um ser humano. O Diabo a salvou da aniquilação em troca de que ela se torne a sua serva, e assim ela manipula Maron em reunir as peças de xadrez para o Diabo. Mais tarde, Finn explica que ela realmente queria viver para que ela pudesse ver Access novamente, porque ela sempre o amou. Durante a batalha final com o diabo, Finn percebe seus erros e se sacrifica para salvar Maron. No epílogo do mangá, anos depois, ela é reencarnada como Natsuki, a filha de Chiaki e Maron. Natsuki se lembra de Access e rejeita os avanços de Shinji, na esperança de se reunir com o Access. No entanto, quando ela descobre que Shinji é a reencarnação de Access, ela retorna seus sentimentos. No anime, Finn foi sequestrada e uma lavagem cerebral feita pelo diabo, e não sabia que ela estava trabalhando para ele até que todos os demônios foram coletados.
Dublada pela Kumiko Nishihara.
Access Time (アクセス·タイム, Akusesu Taimu)
Access Time é o pequeno anjo negro do sexo masculino que ajuda a detectar os demônios com Chiaki, e que deu à Chiaki o poder de se transformar em Kaitou Sinbad. Ele está apaixonado por Finn Fish, e trabalhou duro para se tornar um anjo completo para que ele pudesse estar com ela. Quando Finn é morta pelo Diabo, o Access dá a Finn o seu brinco preto como uma lembrança, para que os dois se encontrassem novamente quando ela reencarnasse como um ser humano. Ele próprio se torna um semi-anjo e também morre. Ele renasce como Shinji, o filho de Miyako e Yamato. Quando Shinji completa quatro anos de idade, ele reconhece Natsuki como a reencarnação de Finn pelo brinco que ela estava segurando depois que ela nasceu, e propõe a ela no local. Shinji ficou apaixonado por Natsuki desde então, até mesmo roubou seu primeiro beijo quando tinha 3 anos de idade. Ele frequentemente confessa seu amor por ela, mesmo que ela continua rejeitando. No entanto, quando ele confessa que ele é a reencarnação de Access, ela confessa seu amor a ele.
Dublado pelo Akiko Yajima.

## Personagens secundários
Yamato Minazuki (水無月 大和, Minazuki Yamato)
Yamato é um colega de classe de Maron, Chiaki, e Miyako, e é o presidente de classe. Por causa de sua natureza despretensiosa gentil, ele não tem muito respeito. Inicialmente, ele tem uma queda por Maron, mas depois de dá em cima dela ele chega a se apaixonar pela Miyako enquanto se junta a ela na tentativa de pegar Sinbad. Quando ele confessa seus sentimentos, Miyako com raiva empurra em um lago, pensando que ele está brincando com ela. Eventualmente, ele é capaz de convencê-la de que seus sentimentos são genuínos, e no final da série eles se casam e tem um filho chamado Shinji que é a reencarnação de Access. Na adaptação do anime, Yamato é descrito como sendo tão inocente e puro de coração que ele é particularmente suscetível a possessão demoníaca.
Dublado pelo Naozumi Takahashi.
Noin Claude
Noin é um demônio que se disfarça de professor de história chamado Hijiri Shikaido na escola de Maron. Quinhentos anos atrás, ele era um cavaleiro que ajudou a original Joana d'Arc e era apaixonado por ela. Incapaz de proteger a Joana d'Arc da morte, ele deu a sua alma ao diabo, e prometeu se apaixonar por forma reencarnada de Jeanne(Joana). Depois que ele confirma a que ela Maron é a reencarnação de Jeanne, que ele se apaixonar por ela e tenta interferir com sua coleta, culminado em sua tentativa de estuprá-la como ela só pode se transformar enquanto ela ainda é virgem. Quando Maron viaja de volta no tempo para conhecer Joana d'Arc durante suas horas finais, Noin vai com ela e lamenta o que ele tinha feito. Na adaptação do anime, ele morre protegendo Maron, e se reencontra com Joana d'Arc.
Dublado pelo Mitsuo Yamaguchi.

## Mídia

### Mangá
Kamikaze Kaitou Jeanne foi publicado no Japão pela Shueisha na revista Ribon em 30 capítulos entre fevereiro de 1998 e julho de 2000, e recolhidos em sete volume tankōbon. A partir de julho de 2007, a série foi reimpressa em kanzenban formato em seis volumes. Ele foi novamente reeditado pela Shueisha em 2013, desta vez em 5 volumes. É licenciada na América do Norte pela CMX Manga, na Coreia do Sul por Haksan Publish, na Indonésia por M&C Comics, na Espanha por Planeta deAgostini, na Itália por Planet Manga, e na Alemanha, Suécia, Polônia, e Finlândia por Egmont Publishing. Em agosto de 2013, a Viz Media anunciou que adquiriu os os direitos de 5 volumes reimpressos da série, com o primeiro volume lançado entre março de 2014.

### Artbook
Em junho de 2000, a Shueisha publicou um artbook da série chamado de Tanemura Arina Irasuto Shū Kamikaze Kaitō Jannu.

### Light Novels
Em dezembro de 2013, a Shueisha começou a publicar uma série de light novels com base na série. Tanemura providenciou a arte da capa.

### Anime
Kamikaze Kaito Jeanne foi adaptado em anime pela Toei Animation com 44 episódios, a série de televisão foi ao ar na TV Asahi entre fevereiro de 1999 até janeiro de 2000. A série foi dirigida por Atsunobu Umezawa com a música de Michiaki Kato, e estrelou Houko Kuwashima como Maron Kusakabe/"Kaitou Jeanne". Os temas de aberturas são "Piece of Love" de Shazna para os episódios 1–27 e "Dive into Shine" para os últimos episódios 28–44, e os temas de encerramento são "Haruka..." (ハルカ...) de Pierrot para os episódios 1–27 e "Till The End" de Hibiki para os episódios 28–44.
A série anime foi oficialmente traduzida (dublada) para os seguintes idiomas: Alemão e Catalão. A versão em Catalã foi ao ar no canal K3, enquanto o canal RTL II apresentou a série no mercado alemão.

#### Lista de episódios
1. A Ladra com uma carta de aviso.
2. O objetivo é o laço familiar!
3. Uma rede cercada. Todo o corpo estudantil são os inimigos.
4. O trabalho de uma ladra salva uma companhia também?
5. Emergência no aeroporto!
6. A parceira no crime é uma mulher misteriosa?
7. A equipe de detetive de Pai e Filha! O último jogo sujo.
8. Roubando a Melodia do amor!
9. O Xeque-mate insensível.
10. O homem mascarado! Qual será sua verdadeira identidade?
11. Ah, o lindo coração de um detetive.
12. O pino é mais forte que a espada!
13. O ladrão de corações, com uma memória perdida.
14. O vestido da noiva é o objetivo.
15. Confissão surpreendente do amor no parque de diversões!
16. O primeiro beijo iluminado pelo luar.
17. Intimidade repentina! Chegada da tempestade do amor.
18. O demônio ataca a medalha de amizade.
19. Selado! Evidência do Amor Fraterno.
20. O Dia em que a coragem e a esperança foram quebradas.
21. Miyako, atacando o amor e a amizade!
22. Mergulho! Morte dupla de Kaitos.
23. Xeque-mate! A Mariposa Mágica Azul.
24. Cruzeiro de luxo Monkey Panic.
25. Histórias de Fantasmas! Escola de Verão Assombrada.
26. Infiltração! O Castelo Ninja Karakuri.
27. A triste partida da anjo Fin.
28. Chegada do Demônio! Nova Transformação.
29. Totalmente lindo! O misterioso professor aparece.
30. Defensor, queimando com o espírito ressurgente.
31. A Kaito vai fazer um comercial?!
32. Destruir Kaito Jeanne!!
33. Simbad, mentiroso!!
34. Declaração de separação!Nunca confiarei em ninguém outra vez!
35. O poder do amor de Jeanne Revive!
36. Uma ladra está do lado da Policia?!
37. O garoto com um coração de demônio.
38. Resolução?! O Xeque-mate da tristeza de Ketsudan!?
39. Somente um Desejo! Para Mamãe e Papai.
40. Transformação das Trevas! O ataque feroz de Mist.
41. Reunião com Fin! Um pesadelo trágico Saikai Fin!
42. Kaito, transcende o tempo e o espaço!
43. A amizade se desmorona?! A batalha final do gelo mágico.
44. Você! Se converta no Vento Divino!

#### Trilha Sonora
- Abertura:[8]

1. "Piece of Love" de Shazna (ep. 1 até o 27)
2. "Dive into Shine" de Lastier (ep. 28 até o 44)

- Encerramento:[8]

1. "Haruka" de Pierrot (ep. 1 até o 27)
2. "Till the end" de Hibiki (ep. 28 até o 44)